# バーナード・バルーク

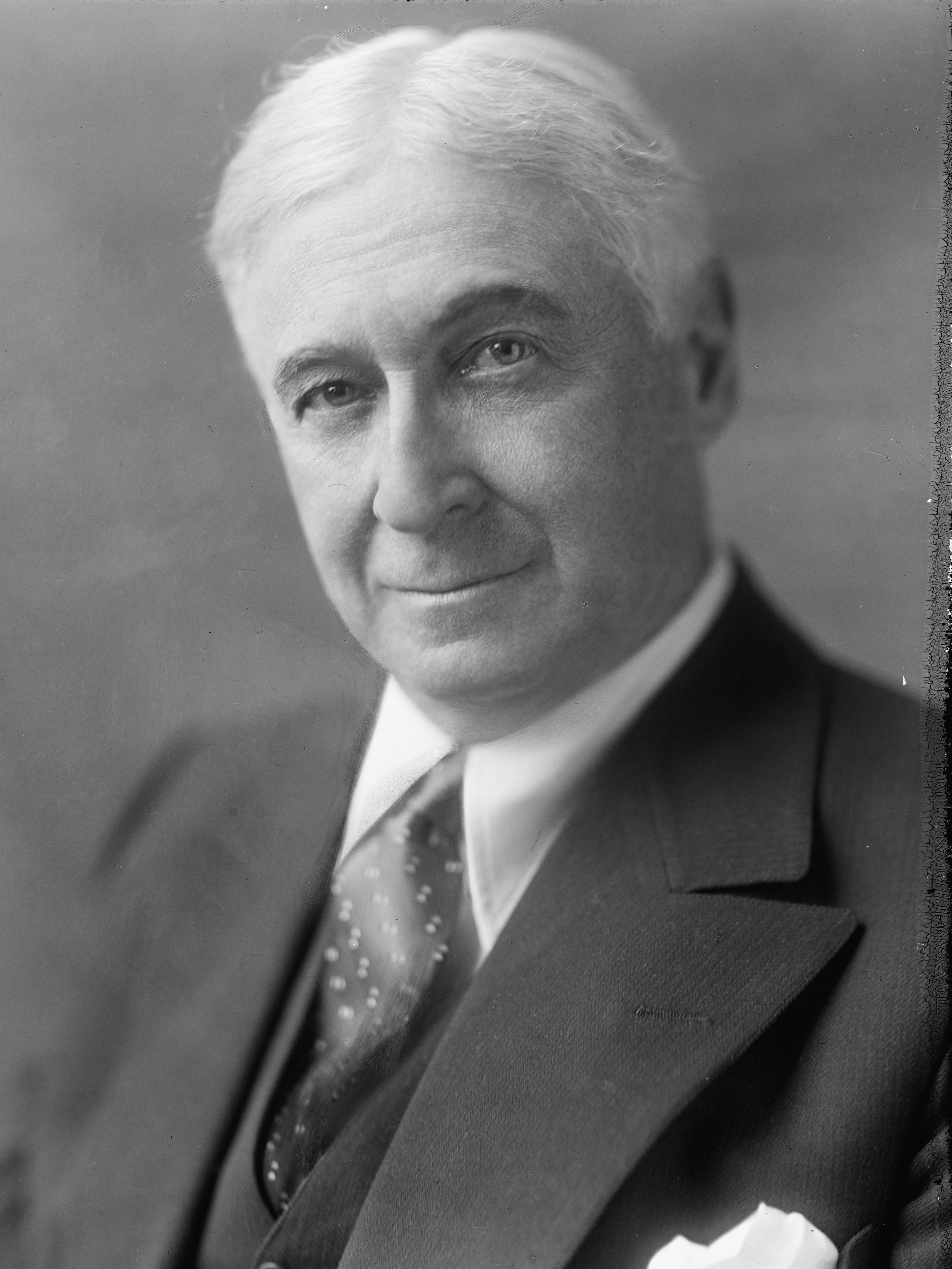
バーナード・バルーク

バーナード・マネス・バルーク（Bernard Mannes Baruch [bəˈruːk]、1870年8月19日 - 1965年6月20日）は、アメリカ合衆国の官僚、政治家、投資家。サウスカロライナ州カムデン出身のユダヤ系アメリカ人。戦争を一種の公共事業と認識している人物で、第一次世界大戦ではウッドロウ・ウィルソン大統領の側近（大統領選挙に協力した見返りとして大統領府へ自由に出入りできる立場）となり、戦時産業局長官を務め、当時世界最大の工業国家となったアメリカにおける軍産複合体の実権を握った。外交分野でもドイツに巨大な賠償金を課した賠償委員会の議長として活躍した。
以後もハーディングやクーリッジ、フーバー等の歴代大統領に対し、特別顧問という特権的な肩書きでアメリカの重要政策に関わり続ける事でアメリカの執政に必要なあらゆる政治的ノウハウを学ぶと同時に、重要な政治部門の実力者と個人的なパイプを強化し、実質的に大統領以上の政治的影響力を行使できる立場に立った。
その結果としてルーズベルト政権が成立した1930年代には、強大化した政治的な影響力を利用し、公的にも金融界の大物から長老政治家というスーパーエリートへ転身を遂げることに成功。フランクリン・ルーズベルト大統領の顧問として大いに専権を振るった。
ハリー・トルーマン政権でもその影響力は低下することなく国連原子力委員会の米国代表に選ばれ、バルーク・プラン（バルーク案）によりアメリカの核独占による世界平和を唱えた。冷戦という言葉を初めて用いた一人であり、それが戦後の世界情勢を意味する言葉として認められた事実は、彼の特権的な地位を証明している。

## 概要
ユダヤ系で理学療法の先駆者だった南軍軍医総監のサイモン・バルークの家庭に生まれる。
A.A. Housman & Company（現メリルリンチ）の共同経営者としてキャリアを積んだ。
第一次世界大戦では、ウィルソン大統領の側近として戦時産業局の長官となって軍需産業を統制し、産業分野から合衆国の戦争を指揮する重要人物となった。戦時産業局はパリ講和会議の代表団と計画してブルッキングス研究所を設立した。イギリスとフランスのドイツへの賠償要求には反対し、ウィルソンの国際連盟構想を支持した。
ルーズヴェルト大統領はウィルソン大統領の影響を受けていたため、そのスタッフを自分の顧問にしていた。その中でもバルークはウィルソン時代より確立させた数々の業績によって、その活動内容や権限について議会による掣肘を受けないでいられるきわめて特権的な「影の大統領」とも言うべき立場にあり、事実上のトップ（名目は「私的顧問」でも実質的には「重要政策の指南役」）であったといわれる。
彼の指導によりニューディール政策は均衡予算・通貨価値の維持・増税といった政府支出を大幅に制限する形で進められ、さらに失業者の直接救済を地方政府に委ねる一方、ハリー・ホプキンスを長とした雇用促進局を設立させて数百万の労働者に仕事を配分する形で民主党の集票マシーンにさせた。
1935年3月には軍需産業の営業活動につきナイ委員会の捜査を受け、黒色火薬のデュポン社とともに供述もした
そして、中立法などの緊縮政策によって1937年恐慌（ルーズヴェルト恐慌）が起ると、国防予算の拡大と言う形で財政支出を拡大させた。（それによって両洋艦隊計画を始めとする世界最大級の軍備計画が立ち上げられ、当時外交的に対立していた日独両政府に事実上の戦争準備として受け止められる結果となった。）
これら一連の政策は多くの国民にルーズヴェルト政権による対日・対独強硬姿勢（要するにソ連への戦略的支援）を支持させる土壌を生み出し、その軍事・外交政策の円滑化をもたらした。
第二次世界大戦が始まり、軍事物資の供給が滞ったとき、ルーズヴェルトはバルークに助言を求めた。このときバルークは、「内閣レベルで全ての物流を支配し、大統領（の信任を受けた人物）がその全権を掌握するという強大な中央組織の創設」を建言する。
この方針に沿った機関の設立が進められ、1942年にはDavid Nilesが顧問を務めるウォー・プロダクション・ボード（WPB）が組織されるなど、その権限はまさに戦時におけるアメリカの産業戦略の最高責任者といえるものであり、彼はそこで大統領の実質的な代行として内閣レベルで指揮監督される全ての物流統制を統括していた。（ただ、いかに信頼を得ていたとはいえ、彼にゆだねられたその強大すぎる権限は彼の実質的立場がルーズベルト大統領をしのいでいた証拠と見る向きもある。）
なお、原爆の開発を主導したマンハッタン計画にも関わっており、京都への原爆投下を主張していたと言われている。
彼がルーズベルト時代に行った数々の”提言”によってアメリカが第二次大戦における勝者の一国となり、イギリスに代わり世界の覇権国のかじ取りのきっかけとなったことは紛れも無い事実であるが、同時にソビエトの領土拡大を妨げていた日本とドイツを叩き潰す事で、ソ連の延命のみならずその勢力伸張を大幅に実現させたことも確かな事実であり、その戦略全体を見ると、まるで「世界を資本主義と共産主義に二分することで世界規模の冷戦状態を現出させる」という方向性を持っていた。
この冷戦が平和時における戦争経済体制の存続につながり、彼の古巣のアメリカ産業界に長期にわたる莫大な軍需をもたらす事になったわけだが、それが成り行き任せの結果だったのか、計算を働かせた上での結果だったのかはついに本人の口から語られることは無かった。

## エピソード
暗黒の木曜日が起こる前に、ある浮浪者のような老人にいいネタがあると呼び止められた。その老人に株を買うことを勧められ、当時統計分析から既に株価の下落を予想をしていたが、このような老人ですら株を買っている事実に需要は完全に出尽くしていると判断。このダメ押しとも言うべき一件から株を売り払い。世界恐慌でのダメージを最低限に防いだ。
もっとも、本人の秘密主義的な行動様式を考えると、大恐慌到来のタイミングを伝えてきた真の情報源をごまかすためのカバーストーリーとも解釈できる。